# Spruce (Wisconsin)
Spruce – miasto w Stanach Zjednoczonych, w stanie Wisconsin, w hrabstwie Oconto.